# Chalcot Square
Chalcot Square est une place de jardin située dans le quartier de Primrose Hill à Londres, en Angleterre.

La place a été aménagée entre 1849 et 1860 et était connue sous le nom de St George's Square jusqu'en 1937. C'est une place résidentielle, connue pour ses maisons mitoyennes italianisantes aux couleurs vives. Chaque maison sur la place est classée au grade II.

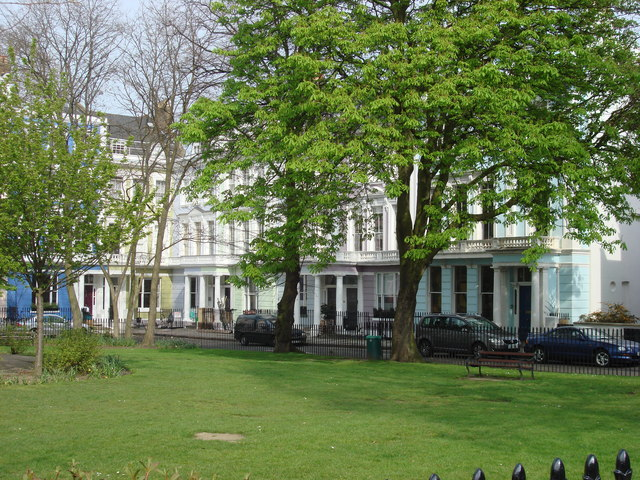
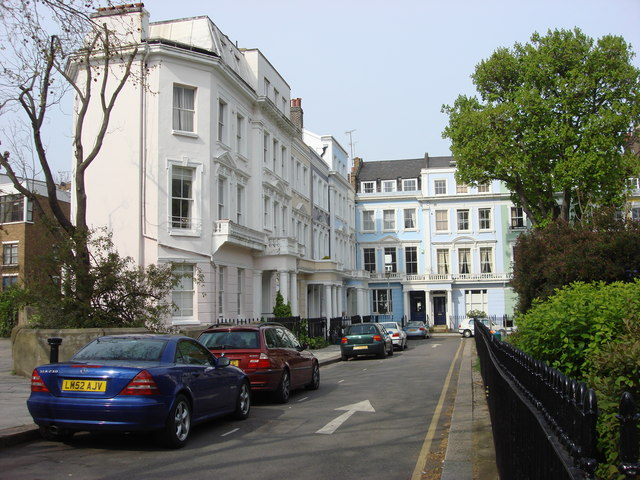
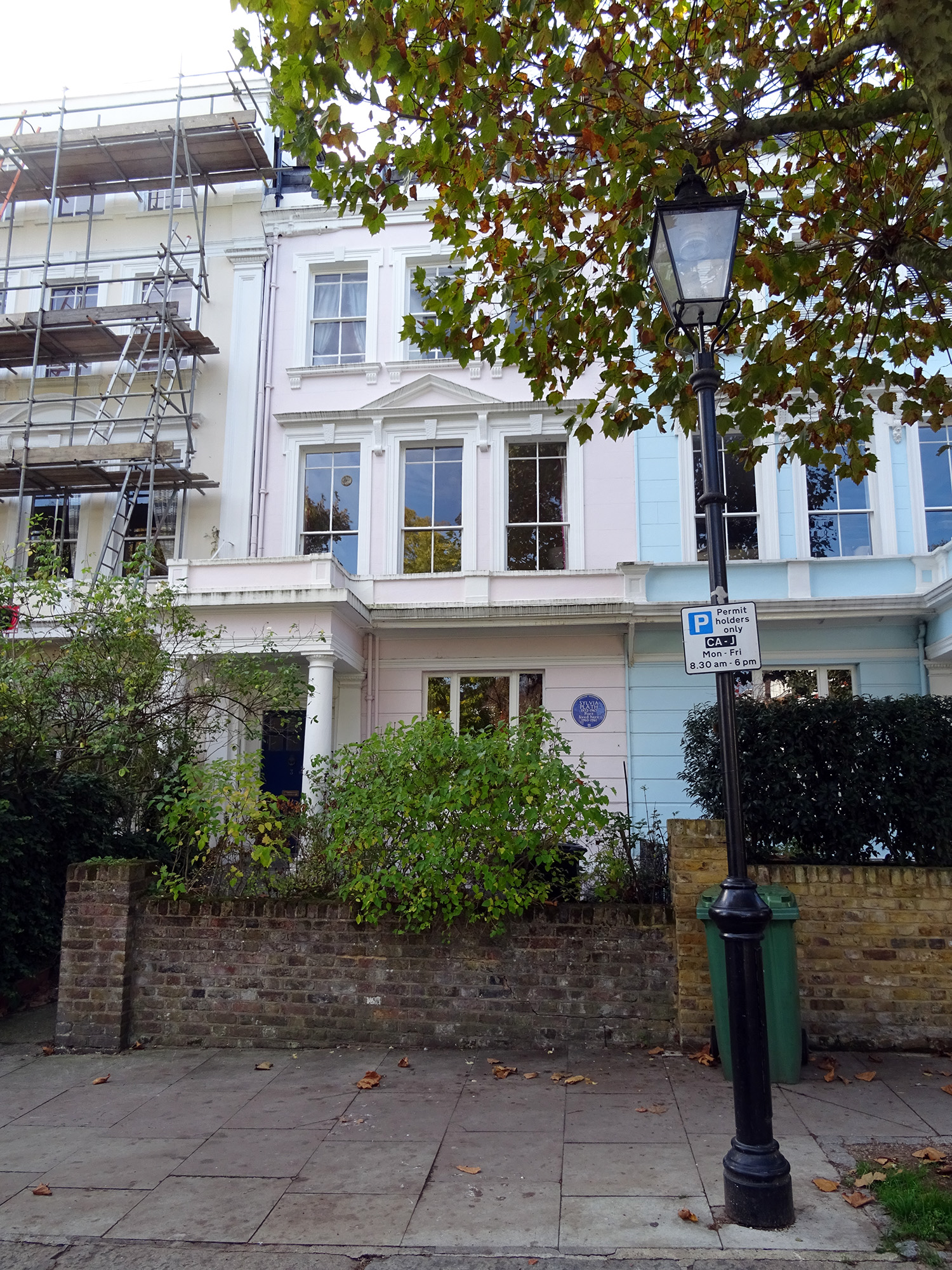

## Résidents célèbres
Les romanciers Sylvia Plath et Ted Hughes ont vécu au 3 Chalcot Square pendant des années et Plath est commémoré par une plaque bleue. D'autres résidents célèbres ont été Ralph, Marion, Ed et David Miliband ; le chanteur de Led Zeppelin Robert Plant ; Joan Bakewell ; India Knight et Eric Joyce ; Alan Bennett, et Michael R.D. Foot.